# Eva Gerlach
Eva Gerlach (Ámsterdam, 9 de abril de 1948) es una poetisa neerlandesa. También escribe bajo el nombre de Margaret Dijkstra.
Nació en la ciudad de Ámsterdam. En 1979,  publicó su primera colección de poesía Verder geen leed. Fue galardonada con el Premio Lucy B.y C.W. van der Hoogt en 1981. En el año 2000, recibió el Premio el P. C. Hooftprijs por su trabajo.
Su obra ha aparecido en varias revistas literarias y se han realizado traducciones inglesas de su poesía que estuvieron incluidas en las antologías Women Writing in Dutch (1994) y Turning Tides (1994).

## Selección de obras[2]>[3]
- Dochter , poesía (1984)
- Domicilie , poesía (1987)
- De kracht van verlamming , poesía (1988)
- Wat zoekraakt , poesía (1994), recibió el Jan Campert Premio[4]
- Hee meneer Eland,  poesía infantil (1998)
- Oog En oog en oog en oog  poesía infantil (2001)
- Situaties  (2006)